# 익스펜더블
《익스펜더블》(The Expendables)은 2010년 개봉한 미국의 액션 영화이다.

## 캐스팅
- 실베스터 스탤론 - Barney Ross
- 제이슨 스테이섬 - Lee Christmas
- 이연걸 - Yin Yang
- 돌프 룬드그렌 - Gunnar Jensen
- 랜디 커투어 - Toll Road
- 테리 크루스 - Hale Caesar
- 미키 루크 - Tool
- 에릭 로버츠 - James Munroe
- 스톤 콜드 스티브 오스틴 - Dan Paine